# 相良朱音
相良 朱音（さがら あかね、1995年11月20日 - ）は、日本のグラビアアイドル、タレント。事務所は、10₋Pointに所属していたが2020年7月に円満退所した。

## 人物
特技はチューバの演奏、スーザフォンの演奏、ヲタ芸である。趣味はコスプレ、ゲーム、音楽フェスに行くこと、お笑いライブを観に行くこと、読書、アニメ鑑賞、美容研究。
2016年9月、『十二人の怒れる人々』で初舞台を踏む。
2018年より自ら「低身長界のパーフェクトボディ」のキャッチフレーズを名乗っている。
2018年6月、ミスヤングチャンピオン2018のファイナリストとなる。
本人曰く、学生時代は胸が大きいといわれたことはあったけど、基本的にモテなかった。
2019年6月、友人のAsachaとバンド「REMAZE」を結成するも、YouTubeチャンネルのコミカルな動画の更新がメインの活動となっていた。

## 出演

### テレビ番組
- 全力坂（2017年12月 - 、テレビ朝日）
- ランク王国（2017年3月、TBS）
- BAZOOKA!!!（2018年6月、BSスカパー!） - 国民的童顔巨乳コンテスト

### ネット配信番組
- 真夏の濡れ濡れビンカン学校（2017年7月22日・24日、AbemaTV） - 妄マンガール
- 篠崎愛の初体験ラボ（2018年2月、AbemaTV）
- 妄想マンデー（2018年3月12日・4月9日・4月23日・5月7日・5月14日・6月26日、AbemaTV）[8][9]
- スピードワゴンの月曜The NIGHT（2018年5月、AbemaTV）
- モデルプレスナイトⅡ（2019年3月10日・4月19日・5月31日・6月21日・11月15日、ひかりTV）

### 舞台
- Air Studio「十二人の怒れる人々」[10]（2016年9月21日 - 25日、東日本橋・アクアスタジオ） - 7号 役
- アリスインプロジェクト「真説・まなつの銀河に雪のふるほし」[11]（2017年1月11日 - 15日、新馬場・六行会ホール） - 雪組 セレスト 役
- 爆走おとな小学生「すてきな三にんぐみ」[12]（2017年6月1日 - 4日、中目黒・キンケロ・シアター） - ロベリア 役
- Air studio「go!get!go!go!vol.3」（2017年8月30日 - 9月4日、両国・エアースタジオ） - 夏代 役
- TMG主催！新感覚即興芝居インプロイベント『Theatribe　Vol.2』（2018年2月18日、しもきたドーン）
- 第三水曜即興舞台 ｢こんなはずじゃなかった。｣（2018年2月-12月、しもきた空間リバティ）
- 爆走おとな小学生「こっちにおいで、ジョセフィーヌ」team Soleil（2018年5月16日 - 20日、新宿村LIVE） - ポッキーニョ 役
- STRAYDOG「嫌われ松子の一生」（2019年2月7日 - 11日、池袋・シアターグリーン BIG TREE THEATER）
- STRAYDOG「Starting Over」（2019年4月10日 - 14日、八幡山・ワーサルシアター） - Aチーム
- 第三水曜即興舞台 ｢こんなはずじゃなかった。｣（2019年5月-12月、しもきた空間リバティ）
- シズカ式「佐藤家のぬかどこ」（2019年12月13日 - 23日、両国・エアースタジオ） - Aチーム
- 第三水曜即興舞台 ｢こんなはずじゃなかった。｣（2020年5月-11月、しもきた空間リバティ・無観客配信、10月21日と11月18日のみ会場で客入れ実演）
- シズカ式「佐藤家のぬかどこ～今夜はすきやき」（2020年6月20日 - 28日、東日本橋・アクアスタジオ） - Bチーム 樹 役
- 第三水曜即興舞台 ｢こんなはずじゃなかった。｣（2021年5月-11月、新宿バティオス）
- 第三水曜即興舞台 ｢こんなはずじゃなかった。｣（2022年5月-11月、新宿バティオス）
- エウレカ座「未来はボクらの手の中」（2022年6月8日 - 12日、恵比寿・シアター・アルファ東京） - 有松夕希 役

### 映画
- 教科書にないッ！4（2017年6月17日）
- 映画版 ふたりエッチ 〜ラブ・アゲイン〜[13]（2019年、監督：近藤俊明） - 小松奈央 役
- 映画版 ふたりエッチ 〜ダブル・ラブ〜（2019年、監督：近藤俊明） - 小松奈央 役

## 作品

### DVD
- ミルキー・グラマー（2017年2月24日、竹書房）
- ぷるる（2017年5月20日、ラインコミュニケーションズ）[14]
- 恋人ごっこ（2018年3月25日、エアーコントロール）[15][16]
- ずっと・・好き! （2018年8月24日、イーネット・フロンティア）[17]
- ちょっぴりオトナ！？ （2020年3月28日、INTEC Inc）
- 恥ずかしすぎて（2021年5月21日、竹書房）

### BD
- ミルキー・グラマー（2017年2月24日、竹書房）
- ちょっぴりオトナ！？ （2020年4月21日、INTEC Inc）

### ダウンロードコンテンツ
- I-ONE NEXT（2017年5月30日、ラインコミュニケーションズ）
- グラビア学園MOVIE（2017年5月31日、グラビア学園）
- グラビア学園MOVIE 2（2017年5月31日、グラビア学園）
- 必撮！まるごと☆相良朱音 完全版（2017年11月1日、アイロゴス）
- 【VR】apartment Days！ 相良朱音 act1 （2019年9月13日、ファンタスティカ）
- 【VR】apartment Days！ 相良朱音 act2 （2019年9月20日、ファンタスティカ）
- グラビア学園MOVIE 3（2019年12月26日、グラビア学園）
- グラビア学園MOVIE 4（2019年12月26日、グラビア学園）
- グラビア学園MOVIE 5（2022年6月3日、グラビア学園）
- グラビア学園MOVIE 6（2022年6月3日、グラビア学園）
- 【VR】バーチャルダイブ デザートよりも甘い誘惑 （2022年5月20日、ファンタスティカ）
- 【VR】バーチャルダイブ なまいきロリメイドは結局可愛い （2022年6月17日、ファンタスティカ）

### 写真集
- 原寸大おっぱい図鑑（2017年8月2日、一迅社） - Gカップ担当[18]
- VIVID GIRL 相良朱音 BEST +α（2020年10月16日、ビビットキャスト）オンデマントペーパーバック版

### デジタル写真集
- 制服リボン（2017年6月2日、グラビア学園）
- ニットとかミニスカとか（2017年6月2日、グラビア学園）
- どうする？（2017年6月2日、グラビア学園）
- 自撮り写真集01（2017年6月19日、グラビア学園）
- ぷるる（2017年8月11日、ラインコミュニケーションズ）
- 初めてはアナタに・・・（2017年11月3日、アイロゴス）- オンデマンドペーパーバック版有り
- 童顔の天使（2017年12月1日、竹書房）
- おさないのにおっきい（2017年12月1日、竹書房）
- 癒やしの谷間（2017年12月1日、竹書房）
- 癒やし系美少女登場！（2017年12月1日、竹書房）
- 癒やしの夜（2017年12月1日、竹書房）
- 新星☆ロリ巨乳（2017年12月15日、アイロゴス）
- 強化合宿の夜（2018年1月26日、アイロゴス）
- お願い！お兄ちゃんの彼女になりたい（2018年2月23日、アイロゴス）
- Gカップがお好き　相良朱音1-2（2019年6月21日、小学館）
- ずっと・・好き！ Vol.1-2（2019年12月2日、ブレイン）
- ずっと・・好き！ Vol.3-4（2019年12月3日、ブレイン）
- 子供じゃないよ【メイド】（2019年12月27日、グラビア学園）
- 子供じゃないよ【チューブトップ】（2019年12月27日、グラビア学園）
- 子供じゃないよ【私服ニット】（2019年12月27日、グラビア学園）
- 自撮り写真集02（2020年1月17日、グラビア学園）
- 相良朱音-001: Tokyo Kawaii Girls Pure：e011（2020年7月17日、Tokyo Kawaii Girls Collection）
- 相良朱音-002: Tokyo Kawaii Girls Pure：e011（2020年7月23日、Tokyo Kawaii Girls Collection）
- 相良朱音写真集 Vol.1 イエロー水着編（2020年10月13日、ブレーントラストカンパニー）
- 相良朱音写真集 Vol.2 セーラー制服編（2020年10月20日、ブレーントラストカンパニー）
- VIVID GIRL 相良朱音 -上-（2020年10月23日、ビビットキャスト）
- VIVID GIRL 相良朱音 -下-（2020年10月23日、ビビットキャスト）
- 相良朱音写真集 Vol.3 イチゴ模様水着編（2020年10月27日、ブレーントラストカンパニー）
- VIVID GIRL 相良朱音 BEST +α（2020年10月30[19]日、ビビットキャスト）- オンデマンドペーパーバック版有り
- 相良朱音写真集 Vol.4 体操服編（2020年11月3日、ブレーントラストカンパニー）
- 相良朱音 ずっと..好き！ 上巻（2020年11月6日、DECinc）
- VIVID GIRL 相良朱音 Single 1（2020年11月6日、ビビットキャスト）
- 相良朱音写真集 Vol.5 ミニスカOL編（2020年11月10日、ブレーントラストカンパニー）
- VIVID GIRL 相良朱音 Single 2（2020年11月13日、ビビットキャスト）
- 相良朱音写真集 Vol.6 ランジェリー編（2020年11月17日、ブレーントラストカンパニー）
- VIVID GIRL 相良朱音 Single 3（2020年11月20日、ビビットキャスト）
- VIVID GIRL 相良朱音 Single 4（2020年11月27日、ビビットキャスト）
- 相良朱音 『ずっと..好き！』1（2020年11月27日、写メっ娘！コスっ娘！）
- VIVID GIRL 相良朱音 Single 5（2020年12月4日、ビビットキャスト）
- 相良朱音 ずっと..好き！ 下巻（2020年12月4日、DECinc）
- VIVID GIRL 相良朱音 Single 6（2020年12月11日、ビビットキャスト）
- 相良朱音 『ずっと..好き！』2（2021年1月22日、写メっ娘！コスっ娘！）
- こぼれちゃう（2021年8月13日、竹書房）
- 柔肌（2021年8月13日、竹書房）
- GSデジタル写真集 相良朱音 水着（白×イチゴ柄）（2022年4月28日、GravureStar）
- GSデジタル写真集 相良朱音 水着（イエロー）（2022年4月28日、GravureStar）
- 桃色バニーガール（2022年6月3日、グラビア学園）
- パイすらニット×競泳水着（2022年6月3日、グラビア学園）
- 柔らかワンピ＆ヘッドフォン女子（2022年6月3日、グラビア学園）

＜ベスト版＞
- あかねコンプリート！！（2017年8月25日、グラビア学園）- オンデマンドペーパーバック版有り
- 大容量234枚 相良朱音 BEST vol.1 美少女☆爛漫女学園（2018年5月18日、アイロゴス）
- Gカップがお好き　相良朱音DX（2019年6月21日、小学館）
- あかねコンプリート！！２（2020年7月17日、グラビア学園）- オンデマンドペーパーバック版有り